# Sorex pacificus
Sorex pacificus — вид роду мідиць (Sorex) родини мідицевих.

## Поширення
Країни поширення: США (штат Орегон). Населяє вологі лісові масиви, в тому числі дуже тінисті прибережні зарості.

## Звички
Харчується в основному комахами, але також споживає велику кількість інших дрібних безхребетних, хробаків, молюсків і багатоніжок. Може харчуватися дрібними амфібіями і деякими речовини рослинного походження. Вид активний протягом усього року. Хоча деякі автори вказали, що цей вид веде нічний спосіб життя, є підозри, що діяльність просто зменшується в денний час.

## Відтворення
Типовий розмір виводку 4—5, але може варіюватися від 2 до 6. Вагітні самиці записані з 18 квітня по 1 листопада. Очевидно, що деякі самиці можуть давати більше одного виводка на рік.

## Загрози та охорона
Немає серйозних загроз для виду. Цей вид зустрічається в деяких охоронних територіях.